# سینه‌سرخ ایرانی

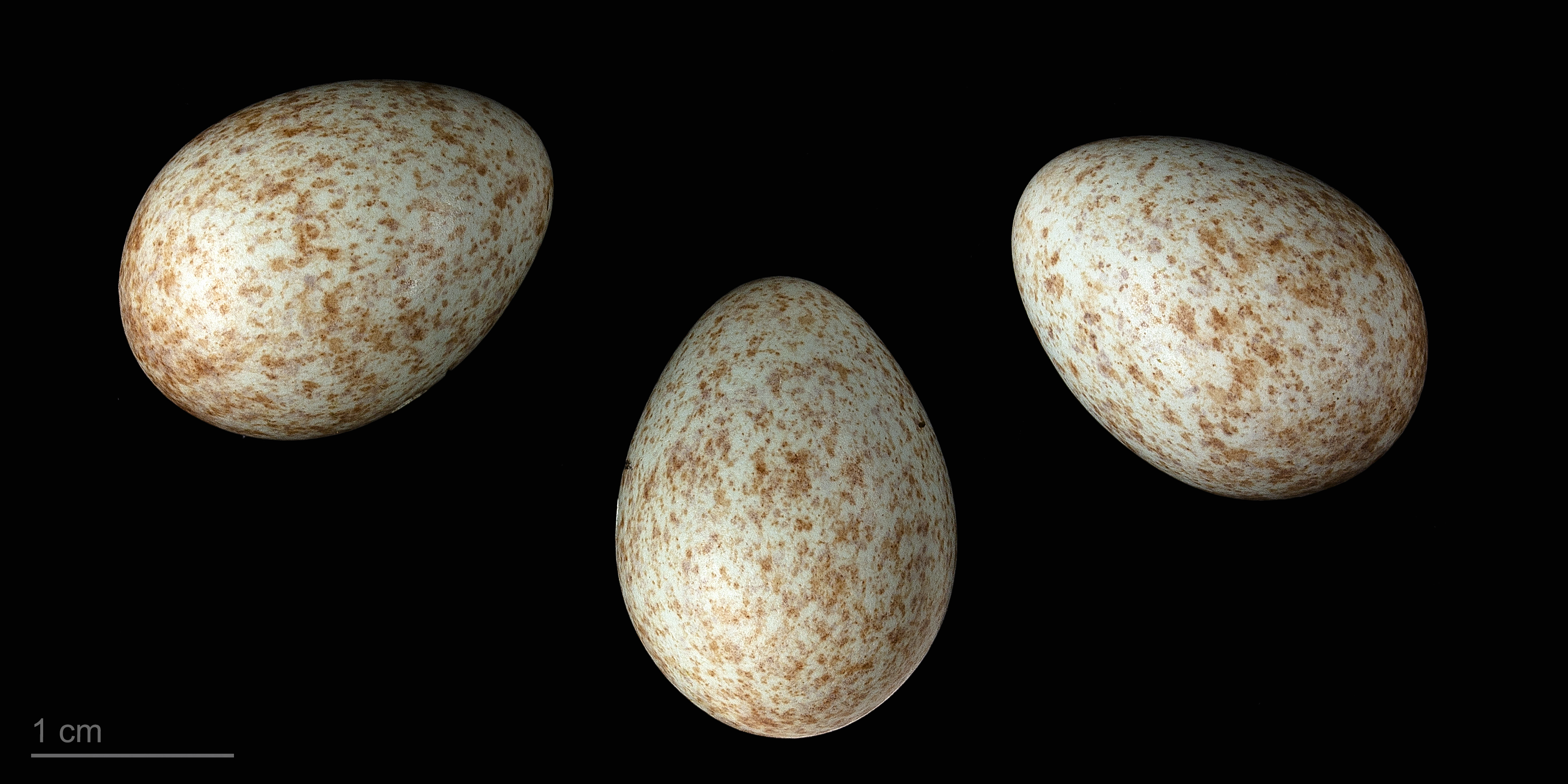
Irania gutturalis

سینه سرخ ایرانی یا سینه‌سرخ سفیدگلو (نام علمی: Irania gutturalis) گونه‌ای پرنده‌است که در راسته گنجشک‌سانان قرار دارد.

## مشخصات ظاهری
این پرنده ۱۶ سانتیمتر طول دارد. اندازه و رفتارش شبیه بلبل است. پاها و منقار سیاه‌است. پرندهٔ جوان به رنگ خاکستری مایل به قهوه‌ای با خال‌های نخودی دیده می‌شود.

## زیستگاه
این پرنده در حاشیهٔ تپه ماهورهای سنگی با پوششی بوته‌ای و معمولاً در ارتفاع ۱۰۰۰ تا ۲۲۰۰ متری به سر برده و در هنگام مهاجرت و به صورت عبوری در بوته زارهای فشرده دیده می‌شود. سینه سرخ ایرانی در اروپا، ترکیه، آفریقا، افغانستان و ایران دیده شده‌است.